# 白鳥星座の氷河
白鳥星座の氷河（キグナスのヒョウガ）は車田正美の漫画『聖闘士星矢』およびそれを原作とするアニメに登場する架空の人物。
作中ではほぼキグナス氷河と呼称されている。アニメの公式表記もこちら。

## 経歴
スワンではなくキグナスである。
星矢を始めとする多くの青銅聖闘士同様、父はグラード財団総帥の城戸光政。異母兄弟である星矢たちと異なり、氷河のみはその事実を知っていたものの、光政からは認知されていなかった。母親（マーマ）はロシア人のナターシャで、日本とロシアとのハーフである。
7歳のときにロシアから船で日本へ向かう最中、事故で母が船もろとも救難不可能なほどの深海に沈んでしまい、母の遺体を引き上げる力を得るために聖闘士となる決心をする。8歳のときにグラード財団によって東シベリアへ送り込まれ、黄金聖闘士・水瓶座のカミュ（アニメではカミュの弟子の水晶聖闘士）に師事する。上記の修行の動機については、カミュから（敵に対し優しいゆえに）甘いと言われ、兄弟子のアイザックからも酷評されている。氷河は、自分よりアイザックが格上の力量を持つと認めており、白鳥星座の聖衣を手に入れるのはアイザックの方であると思っていた。しかし修行5年目のとき、未熟な内に母の遺体を引き上げに潜ったために潮流から抜け出せなくなり、それを救いにきたアイザックを犠牲にすることになってしまう。アイザックを失った翌年、修行6年目にして聖闘士となる。
母の遺体が氷点下の海水によってそのままの状態で保存されていたため、聖闘士となった後もその力を深海の母のもとに花を届けて見舞うことにのみ使っていたが、聖域のカミュより私闘を演じる星矢たちの粛清の命を受ける。聖闘士の称号を得たものの聖衣を授かっていなかったが、聖域からの指令と共に永久氷壁の中に眠る白鳥星座の聖衣の存在をカミュから知らされた。聖域からの使命を秘めて日本へ戻り、銀河戦争（ギャラクシアンウォーズ）に参加するものの、星矢たちとの交流を経て友情に目覚め、やがてアテナの聖闘士として正義の闘いに身を投じてゆく。
白銀聖闘士のバベルを敗った後、連載時では「必要とあらばアテナをも倒す」という台詞があったが、単行本化に伴い変更されている。また、白銀聖闘士のミスティを倒した星矢に対して小宇宙（コスモ）を感じなかった事に無関心であったが単行本化にあたり「（星矢は小宇宙を使い果たし）疲れて泥のように眠ってるだけ」と変更されている。
アニメでは、掟を破った星矢たちへの刺客という設定では星矢たちが悪者に見えるとの理由で聖域からの刺客との設定は取りやめられ、銀河戦争での激闘に心を動かされ、星矢たちとの闘いで自分の力量を試すために銀河戦争に臨んだ、と設定が改められた。
十二宮においては、師カミュに一度は完敗し氷の棺に葬られたが、後に絶対零度を身につけ打ち破る。海底神殿では兄弟子アイザックと再会、一度は動揺し自分のせいで片目を失った彼に、同じように自分の左目を潰させたが、地上のため私情を抑えてクールに徹してアイザックを倒す。師と兄弟子、共にその手で倒すことになったが、同時にお互いの立場を理解し合った。
続編である『聖闘士星矢 NEXT DIMENSION 冥王神話』にも登場。カリストの命令で星矢の首を狙いに聖域に現れた天闘士・斗馬と対峙する魔鈴に加勢し、撤退させる。その後五老峰で紫龍に星矢の危機を伝え、二人で前聖戦の時代へと向かう。なお前述の左目の負傷は、まぶたを傷つけたに過ぎなかったゆえ、失明には至っておらず、ハーデス編では包帯で左目を覆っていたが、同作品中では回復に至っている。
さらに後の時間軸の設定である『聖闘士星矢Ω』では「謎の男」として登場。同作のメインキャラクターの1人であるユナの修行地「慟哭の谷」の奥に滞在しており、光牙を叱咤し送り出す。光牙達の活躍により、かつてのマルスとの戦いで負っていた魔傷が回復。その後に起きたパラサイトとの戦いでは紫龍や瞬とともにパラスベルダへ参戦する。本作での属性は水。

## 人物
ロシア人と日本人のハーフであり、ブロンドの髪と青い瞳が特徴。寡黙な振る舞いで、一見すると冷たい印象を与えがちだが、内面には優しさ、母への愛情、聖闘士としての熱い闘志が秘められている。
黄金聖闘士であるカミュに師事し、固い絆で結ばれている。十二宮編では死闘の末、カミュをも越える絶対零度の凍気を身に付けて師を破った。この戦いの後も、師に対する畏敬の念を表す描写がなされている。師亡き後は、一度闘った黄金聖闘士・蠍座ミロが後見人になり、破損した白鳥座の聖衣を修復させるため彼の血をもって復活させてもらった。海皇ポセイドン編では、カミュの姿に化けたカーサとの闘いでクールになりきれずに危機に陥り、一輝に叱咤されている。
修行地である東シベリアのコホーテク村は彼の故郷とも呼べる場所である。同じくコホーテク村に住む少年ヤコフから慕われており、闘いから離れた暮らしではヤコフの生活を助けたり、逆にヤコフから食料を得たりと行動を共にすることが多く、互いに欠かせない存在となっている。
小宇宙によって物質の熱運動を下げることで、標的物を凍結させて戦闘不能に至らしめる凍気技の使い手。紫龍同様に黄金聖闘士に師事し指導を受けただけあり、青銅聖闘士の中でも突出した技術の持ち主である。

## 他作品

### 『聖闘士星矢 Legend of Sanctuary』
映画『聖闘士星矢 Legend of Sanctuary』では、16歳。178cm。シベリアで黄金聖闘士カミュの弟子として修行した。師を超えることを宿願としている。クールで口数は少ないが内面には熱き思いが宿っている。劇中、バイクに乗る姿を披露した。
星矢達と共に沙織を狙う青銅聖闘士を蹴散らし彼女と出会う。城戸邸では来襲したアイオリアとの戦闘で歯が立たなかったが、光り輝く小宇宙を放った沙織を真のアテナと確信する。沙織を奉じ到達した十二宮では、巨蟹宮でデスマスクにより積尸気へ落とされそうになるがカミュによって宝瓶宮へ引き寄せられ師と対峙する。序盤は劣勢に陥るが、覚悟を持った後は相討ちに持ち込む。

## 聖衣
白鳥星座の聖衣
シベリアの永久凍土の中で生まれたという。第四紀洪積世から融けたことの無い永久氷壁の中に埋まっていた。氷河は聖闘士の資格は得ていたが、聖衣のある場所は聖域から通知が来るまで教えられていなかった。白銀聖闘士との闘いの後は再び永久氷壁の中に封印していたが、聖域での黄金聖闘士との戦いに赴くために再度掘り出している。
原作・アニメ版共に、クールホワイトに輝く聖衣。表面が氷のような冷気で覆われた聖衣は非常に防御力が高く、銀河戦争ではヒドラの毒牙、十二宮戦ではミロの技・リストリクションも通じなかった。またこの聖衣の冷気は、氷河の凍気技を補助する役割も果たしている。ただし青銅聖衣であることには代わらないため、-150℃で凍結するとカミュに指摘されている（白銀聖衣は-200℃、黄金聖衣は-273.15℃）。
闘いを経て黄金聖闘士・アテナの血によって4回の進化を遂げた。（初期青銅聖衣→新生青銅聖衣・アニメ版の胸パーツが逆輸入され以降標準となる→最終青銅聖衣→神聖衣）覆われる範囲も進化の度に増していったが、白鳥の頭部と翼をあしらったヘッドギアと左腕の盾状のパーツは白鳥星座の聖衣の標準的なデザインとして受け継がれていった。アニメ初期においても、他の青銅聖衣とは異なりヘルメットタイプではなく原作準拠デザインのヘッドギアであった。アニメ冥王ハーデス編では、ヘッドギアについている白鳥の左右の目の色が異なる（右目が赤、左目が青）。
白鳥の翼は装着時には収納されていたが、天馬星座の聖衣同様、嘆きの壁を越えてエリシオンに向かう際に翼が展開した。神聖衣になった際にも翼を持つ。
水瓶座の黄金聖衣
海皇ポセイドンとの戦いや劇場版で黄金聖衣を身に付ける機会があり、勝利に貢献した。しかし、エリシオンでのタナトスとの戦いでは、一撃で粉々にされている。

## 必殺技
ダイヤモンドダスト
小宇宙で作り出した凍気をブローに込めて放ち、相手にダメージを与え凍結させる技。
一輝との死闘の際には、鏡のように変化させることで、鳳凰幻魔拳をはね返したこともある。
師匠である水瓶座のカミュによれば「ダイヤモンドダストは最も初歩的な技」とされる。またカミュは自分が氷河に授けた技とも語っており（アニメ版では氷河の直接の師である水晶聖闘士を通じて授けたという設定）、実際にカミュ自身もハーデス編以降で使用している。
序盤で同格である青銅聖闘士の海ヘビ星座の市を倒し、暗黒聖闘士であるブラックスワンを圧倒するも、格上の白銀聖闘士以上の者には通用しないことも多かったが、冥王ハーデス編ではイワンを、『聖闘士星矢Ω』ではミラーを倒している。
TVアニメではオーロラ・サンダー・アタックやオーロラエクスキューションと同等に両拳を組み合わせた型も存在し連打も行っている。
ホーロドニースメルチ
オーロラエクスキューション体得前までの氷河最大の拳。ロシア語で「冷たい竜巻」(作中でのスペルは「KHOLODNYI SMERCH」)を意味する。この技は、コークスクリューパンチから凍気を撃ち出すことで、相手を巨大な凍気の竜巻で飲み込んで凍結させる技。ダイヤモンドダストが「静」なら、こちらの技は「動」にあたる。。
真上に打ち上げる、アッパーカット型の拳。
オーロラ・サンダー・アタック
TVアニメのオリジナル技。ロシア語の「ホーロドニースメルチ」では解り難いという理由で改名されたが、用途は同技に相当する。
ホーロドニースメルチの型とはアニメでは異なる拳であり、天空に冷気を込めた小宇宙を放ち、後の「オーロラエクスキューション」を彷彿させる前哨的な拳から最大限に高めた冷気を相手に向けて放つ。また連続撃ちも可能であり、十二宮編でのミロとの戦いにおける会心の一撃の際には原作でのホーロドニースメルチに相当するアッパーカットの拳で、勝利となる一撃ではミロの生命点への連続攻撃の形で披露している。
オーロラエクスキューション
本来はカミュの必殺技で、両腕を水瓶の形に組み合わせ、拳の先端（水瓶の口にあたる）から無限大の凍気を撃ち出す。氷河もこの技をカミュとの十二宮での戦いの中で体得し、ポセイドン編以降はこの技を最大の拳としている。
カリツォー（氷結リング）
ロシア語で「輪」を意味する。相手の周りに氷の結晶のリングを作り出し、動きを封じる。その輪は次第に増えていく。TVアニメでの呼称は「氷結リング」。
利用機会は多くはなく、ブラックスワンに対して使った以外は、蠍座のミロおよび天闘士の斗馬に対し一時的に動きを止めるのに使用した程度である。ミロがカリツォーを一払いではねのけたのに対して、氷河自身もさほど効果を当てにしてはいなかったかのような発言をしている。なお斗馬に対してはブラックスワン同様に効果があり、倒れて動けなくなっている。
フリージングコフィン
本来は氷の棺を作り出して人間を閉じ込める師・カミュの技。黄金聖闘士が数人がかりでも破壊不可能とされ、また凍気で破壊することが可能だが、そのためには絶対零度が必要となる。十二宮戦では戦いで敗れたカミュにより二度この中に閉じ込められたが、一度目は天秤座の黄金聖衣の剣によって、二度目は自らの凍気により脱している。
冥王ハーデス編で嘆きの壁において冥界三巨頭の天貴星グリフォンのミーノスに対し、この技を変形させて氷壁として足止めに用いたが、ミーノスの力の前には効果はなかった。『聖闘士星矢Ω』ではパラサイトとなり不死の存在と化した時貞を封印するため、オーロラエクスキューションと併用する形で使用した。
凍結拳
アニメのみの技。通称、シベリア仕込みの足封じ技。相手の足元に滑り込み、両足首をつかんで下半身を凍結させ、動作を封じる。自分より体格で勝る相手に有効だが、小宇宙を完全燃焼させるために消耗が激しい上、無防備な背中を相手に向ける姿勢となるため、一気に凍結しなければ自分の身に危険がおよぶ（実際、肩甲骨部分に打撃を受ける描写が多かった）という弱点も孕んでいる。

## キャスト
声優
- 橋本晃一（TV版、OVA『冥王ハーデス十二宮編編』、劇場版第1〜5作）
  - 佐藤智恵（TV版・幼少期〈第21話〉）
  - 冬馬由美（TV版・幼少期〈第47話以降〉）

- 三浦祥朗（OVA『冥王ハーデス冥界編』以降の関連作品）
  - 井上富美子（OVA『冥王ハーデス十二宮編』幼少期）

- 宮野真守（聖闘士星矢Ω）
- 小野賢章（LEGEND of SANCTUARY）
- 梶裕貴（中国版『聖闘士星矢 ライジングコスモ』）

俳優
- 森且行（1991年ミュージカル）
- 阿部直生（2011年ミュージカル・初演）
- 福山聖二（2011年ミュージカル・再演）